# Wereszczaki (Ukraina)
Wereszczaki (ukr. Верещаки) – wieś na Ukrainie, w obwodzie tarnopolskim, w rejonie krzemienieckim.
Przynależność administracyjna przed 1939 r.: gromada Pańkowce, gmina Wyszogródek, powiat krzemieniecki, województwo wołyńskie, parafia Wyszogródek
Zachodnią część wsi stanowi dawniej odrębna wieś i gromada Pańkowce a północną dawniej odrębna wieś i gromada Domaninka Mała.